# Blague raciste
Pour des articles plus généraux, voir Blague et Racisme.
Une blague raciste est une remarque qui se veut humoristique et qui concerne un groupe perçu comme ethniquement différent de celui de la personne qui parle. La blague raciste tient son efficacité du fait qu'elle renvoie à un stéréotype ethnique associé au groupe ciblé par la plaisanterie.

## Fonctions
Le sociologue Christie Davies (en) écrit dans une description de la blague raciste qui a obtenu une reconnaissance particulière (un article intitulé Ethnic Jokes, Moral Values and Social Boundaries, publié en 1982) que les blagues racistes ont pour fonction de tracer une frontière nette entre des groupes humains. Les plaisanteries qui visent des groupes marginalisés rassurent leurs auteurs dans des contextes où l'appartenance à tel ou tel groupe peut passer pour ambiguë, incertaine. Elles se répandent notamment dans les grandes sociétés de l'ère industrielle parce que ces sociétés sont dominées par des institutions comme le marché ou l'administration qui ont tendance à dépersonnaliser les relations humaines, brouillant les frontières entre les individus. Les blagues racistes « expriment les angoisses causées par les normes concurrentes et les valeurs contradictoires qui gouvernent de telles sociétés ».

## Cibles
Christie Davies dans une étude publiée en 1990 identifie les cibles les plus fréquentes des blagues ethniques : il s'agit de gens considérés comme en marge par rapport à un pays ou un ensemble culturel et linguistique relativement homogène. Ce sont souvent «des paysans ou des immigrés à la recherche d'un travail manuel peu qualifié et peu prestigieux. Ils sont dans une large mesure similaires aux blagueurs eux-mêmes, partagent le même bagage culturel ou parlent même une langue similaire».
Dans une étude de 2016 intitulée The seriousness of ethnic jokes: Ethnic humor and social change in the Netherlands, 1995–2012 (La gravité des blagues racistes : humour raciste et changement social aux Pays-Bas, 1995-2012), Giselinde Kuipers et Barbara van der Ent analysent l'évolution des blagues ethniques en s'intéressant aux groupes minoritaires visés : la part des blagues concernant les minorités régionales et les groupes nationaux a diminué, tandis que les blagues relatives les minorités ethniques sont devenues les plus nombreuses en 2012.
Selon Samuel Schmidt, les blagues ethniques peuvent aussi être une forme de résistance sociale venant des groupes marginalisés eux-mêmes, elles sont adressées contre ceux qu'ils perçoivent comme membres d'un groupe dominant ; il en va ainsi des multiples blagues au Mexique sur les Américains (appelés aussi gringos).

## Thèmes, formes
Selon Christie Davies, les blagues racistes sont centrées sur les trois thèmes principaux de la stupidité, de la roublardise et du comportement sexuel.
Ce sociologue remarque que les blagues racistes visent souvent des défauts opposés, et qu'elles prennent la forme de « paires antithétiques ». Ainsi les membres des minorités ethniques sont présentés tantôt comme « bêtes », tantôt comme « rusés », « malins » ; ils sont « lâches », mais aussi « belliqueux ».
Jouant sur des stéréotypes ethniques négatifs, ces blagues font nécessairement l'objet de perceptions inconciliables, paraissant drôles aux yeux de certains exactement pour la même raison qu'elles semblent racistes à d'autres.

## Effets
Christie Davies affirme que les blagues racistes renforcent les stéréotypes ethniques et conduisent parfois à des appels à la violence. Les dommages perçus pour le groupe ethnique peuvent être très préoccupants, il donne l'exemple des blagues racistes anti-polonaises, devenues si courantes dans les années 1970, que le ministère polonais des Affaires étrangères s'en est plaint au département d'État américain.
Pour évaluer les effets des blagues racistes et leur degré de gravité il faut prendre en compte, selon Giselinde Kuipers et Barbara van der Ent, « la relation entre les blagues et l'hostilité et l'exclusion réelles » subies par le groupe visé. Plus la minorité ethnique dont on se moque est socialement discriminée, plus la blague raciste est psychologiquement dommageable pour la personne qui en est l'objet.

## Voir également
- Blague belge
- Échelle d'Allport
- Stéréotype
  - Stéréotype de la blonde